# Magnetohydrodynamischer Generator
Ein Magnetohydrodynamischer Generator beruht auf den Wirkungen der Lorentzkraft. Demnach können bewegte Ladungsträger in einem Magnetfeld abgelenkt werden, wenn sich diese relativ zu einem solchen bewegen (Richtung der Lorentzkraft siehe Rechte-Hand-Regel bzw. Drei-Finger-Regel). Beim MHD-Generator strömt ein elektrisch leitendes Fluid durch das Magnetfeld. Die Konsistenz des Fluids ermöglicht es der Lorentzkraft, ungleichnamige Ladungen zu trennen, welche sich dann an dafür vorgesehenen Kollektoren sammeln. Damit kommt es zur direkten Umwandlung mechanischer Energie (als Verschiebearbeit oder Volumenarbeit) in elektrische Energie.

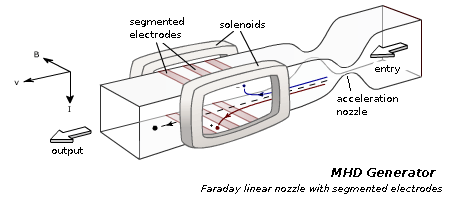
Prinzip magnetohydrodynamischer Generator

## Elektrotechnische Grundlagen

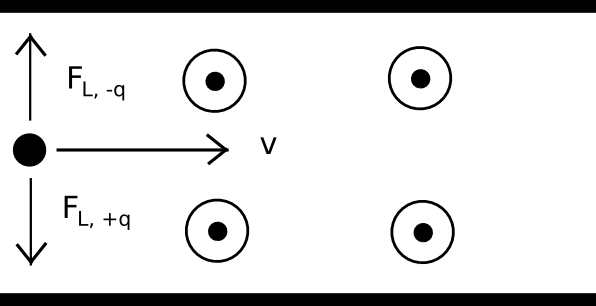
Feldverteilung im magnetohydrodynamischen Generator

Wird durch eine Spannung {\displaystyle U_{\mathrm {A} }} zwischen den Elektroden ein elektrisches Feld {\displaystyle {\vec {E_{\mathrm {A} }}}} erzeugt, dann ergibt sich eine induzierte Stromdichte:
{\displaystyle {\vec {i}}_{\mathrm {ind} }={\frac {1}{\varrho }}\left({\vec {v}}\times {\vec {B}}+{\vec {E}}_{\mathrm {A} }\right)}
Durch Wechselwirkung mit dem Magnetfeld erzeugt dieser induzierte Strom eine flächenspezifische Kraft:
{\displaystyle {\vec {F}}_{\mathrm {ind} }={\vec {i}}_{\mathrm {ind} }\times {\vec {B}}}.
Mit dieser Kraft steht der Druckgradient im Strömungskanal im Kräftegleichgewicht.
{\displaystyle \nabla p=-{\vec {F}}_{\mathrm {ind} }=-{\vec {i}}_{\mathrm {ind} }\times {\vec {B}}}
Daraus sieht man, dass es in einem MHD-Generator nicht möglich ist, Wärme direkt in elektrische Energie umzuwandeln, sondern man ihn dazu in einen thermodynamischen Kreisprozess, beispielsweise nach Joule-Brayton oder Clausius-Rankine, integrieren muss.
Für den Fall, dass in Strömungsrichtung kein elektrischer Strom fließt, kann der Wirkungsgrad geschrieben werden zu:
{\displaystyle \eta _{e}={\frac {U_{\mathrm {A} }}{U_{\mathrm {A} }+U_{\mathrm {i} }}}={\frac {R_{\mathrm {A} }}{R_{\mathrm {A} }+R_{\mathrm {i} }}}}
Wobei hier {\displaystyle R_{\mathrm {A} }} der äußere und {\displaystyle R_{\mathrm {i} }} der innere Widerstand des Plasmas ist.

## Technische Beschreibung
An der Wand eines von den Verbrennungsgasen durchströmten Kanales sind in einer Ebene Elektroden angebracht. Senkrecht zu diesen Elektroden wird die Anordnung von einem Magnetfeld durchsetzt. Strömt durch eine solche Anordnung eine elektrisch leitende Substanz (die ionisierten Verbrennungsgase), so entsteht an den Elektroden eine elektrische Spannung. Diese ist dem Volumendurchsatz proportional, weshalb diese Anordnung auch als Durchflussmessgerät ohne bewegliche Teile verwendbar ist.
Die Anwendung in Kraftwerken erfordert, dass der Kanal von den ca. 3000 °C heißen Verbrennungsgasen durchströmt wird. Eine derartig hohe Temperatur ist nötig, um das Gas ausreichend elektrisch leitfähig zu machen. Dennoch ist ein Zusatz von leicht ionisierbaren Substanzen, wie Salzen von Alkalimetallen nötig, um die elektrische Leitfähigkeit weiter zu erhöhen. Aufgrund der hohen Gastemperatur müssen die Wände des Kanals aus sehr hitzebeständigen Materialien gefertigt sein. Als Werkstoff hierfür kommen u. a. Yttriumoxid oder Zirkoniumdioxid in Frage. Auch die Elektroden müssen aus sehr hitzebeständigem Material wie Wolfram, Graphit oder Siliciumcarbid gefertigt sein. Nach dem Kanal ist ggf. eine Vorrichtung erforderlich, in der die Alkalisalze aus dem Abgas abgetrennt werden.
Der Wirkungsgrad eines magnetohydrodynamischen Generators beträgt 10 bis 20 Prozent. Da jedoch die Abgase des magnetohydrodynamischen Generators noch eine Temperatur von über 1000 °C haben, kann man sie noch als Wärmequelle für ein konventionelles Dampfkraftwerk (Wirkungsgrad bis 50 %) nutzen. Mit einer solchen kombinierten Anordnung kann man Brennstoffe mit einem Wirkungsgrad von bis zu 65 Prozent in elektrische Energie umsetzen, da der MHD-Prozess die für den thermischen Gesamt-Wirkungsgrad entscheidende Temperaturdifferenz nach oben erweitert (Gasturbinen haben aufgrund der Temperaturbeanspruchung der Turbinenschaufeln eine maximale Gastemperatur von etwa 1.500 °C). Auch bei gasgekühlten Kernkraftwerken ist der Einsatz eines magnetohydrodynamischen Generators als erste Stufe denkbar.
Im März 1971 wurde unter der Leitung Wladimir Kirillins und Alexander Scheindlins in der Sowjetunion der erste MHD-Generator (Bezeichnung „U-25“) fertiggestellt, der etwa 25 Megawatt elektrischer Leistung für das Moskauer Stromnetz erzeugte und auch für wissenschaftliche Forschungen benutzt wurde.

## Umkehrung des Magnetohydrodynamischen Generators
Der Magnetohydrodynamische Generator kann als Pumpe betrieben werden, in dem man durch die Elektroden einen Strom fließen lässt. Das Medium muss hierzu leitfähig, aber nicht heiß sein. Ursache ist auch hier die Lorentzkraft.
Der Umkehreffekt kann zur Erhöhung der Ausstoßgeschwindigkeit von Abgasen von Raketentriebwerken verwendet werden, um Raketentriebwerke leistungsfähiger zu machen (Magnetoplasmadynamischer Antrieb), allerdings ist dies wegen des hohen Gewichts von Magneten nicht praktikabel.
Anwendungsbeispiel ist der magnetohydrodynamische Antrieb von Wasserfahrzeugen.
Zum Antrieb von Schiffen (Magnethydrodynamischer Antrieb) muss das Wasser eine möglichst gute elektrische Leitfähigkeit haben, daher ist diese Form des Antriebs für Schiffe, die in Süßwasser fahren, ungeeignet.

Mitte der 1990er Jahre wurden von der Firma Mitsubishi einige Prototypen eines MHA-betriebenen Schiffes gebaut, doch erreichten die Fahrzeuge, verbunden mit weiteren Schwierigkeiten, lediglich eine Geschwindigkeit von etwa 15 km/h.

## Technische Probleme
Der ökonomisch sinnvolle Einsatz magnetohydrodynamischer Generatoren für die Stromerzeugung scheiterte bisher unter anderem an der aufwendigen Erzeugung der nötigen hohen Magnetfelder (Flussdichten von über 1 Tesla sind in derart großen Volumina nur mit supraleitenden Spulen  zu erzeugen).
Weitere Probleme sind die geringe Lebensdauer der thermisch hoch beanspruchten Werkstoffe des Kanales, der Elektroden und deren Isolation sowie die erforderlichen hohen Verbrennungstemperaturen von über etwa 2500 °C an sich. Diese erschweren die Brennstoffauswahl, erfordern Sauerstoffzusatz zur Verbrennungsluft, zumindest ist aber eine Vorwärmung des Oxidators auf hohe Temperaturen erforderlich, was die Konstruktion und die Materialwahl der dafür erforderlichen Wärmetauscher erschwert.
Zur Erhöhung der Leitfähigkeit der Verbrennungsgase im MHD-Kanal ist ein sogenanntes Saatmaterial erforderlich, zum Beispiel ca. 1 Masse% Kaliumcarbonat oder Kaliumhydroxid, welches Korrosion verursacht, das Abgas belastet bzw. rückgeführt werden muss.
Zur Effizienzsteigerung über Wärmetauscher aus dem Abgas nachgeschaltete Dampfturbinen machen das an sich als Spitzenlastkraftwerk geeignete System träge.
Wegen der hohen Verbrennungstemperatur steigt der Anteil an Kohlenmonoxid und Stickoxid im Abgas stark an.
Mit dem gestiegenen Wirkungsgrad von Gasturbinen, besonders aber der Gas-und-Dampf-Kombikraftwerke sind Forschung und Entwicklung von MHD Generatoren weitgehend zum Erliegen gekommen.

## Modellversuch
Zur Demonstration des Prinzips können die Abgase eines fixierten Modellraketen-Treibsatzes durch die Polschuhe eines Magneten geleitet werden. Beidseitig des Strahles befinden sich dahinter zwei Elektroden, zwischen denen eine Spannung gemessen werden kann.